# Bitwa morska pod Reimerswaal
Bitwa pod Reimerswaal – starcie zbrojne, mające miejsce 29 stycznia 1574 nieopodal miasta Reimerswaal, podczas wojny osiemdziesięcioletniej (w ramach wojny o niepodległość Niderlandów) i w trakcie wojny angielsko-hiszpańskiej.

## Przebieg
W 1574 r. hiszpańska flotylla w sile 75 okrętów pod wodzą wiceadmirała Juliána Romero skierowała się w rejon Holandii i zakotwiczyła w Bergen op Zoom. 20 stycznia 1574 w rejonie pojawiła się flota niderlandzka dowodzona przez admirała Ludwika van Boisota. 29 stycznia 1574 obie floty stoczyły bitwę morską pod Reimerswaal. Flota Boisota zaatakowała Hiszpanów, zdobywając 15 okrętów abordażem i biorąc 1200 jeńców. 700 Hiszpanów odniosło rany, bądź zginęło w walce. Romero uratował się jednak, wyskakując lukiem armatnim do morza. Po tej porażce Hiszpanie wycofali się z rejonu Skaldy.